# Tuffi ai campionati mondiali di nuoto 2024 - Piattaforma 10 metri sincro maschile
La competizione dei tuffi dalla piattaforma 10 metri sincro maschile dei campionati mondiali di nuoto 2024 si è svolta il 4 febbraio 2024 presso il Centro Acquatico Hamad di Doha, in Qatar.
Alla gara hanno preso parte 44 tuffatori provenienti da 27 nazioni.
La competizione è stata vinta dalla coppia cinese composta da Lian Junjie e Yang Hao, che ha preceduto sul podio i britannici Tom Daley e Noah Williams e gli ucraini Kirill Boliuch e Oleksij Sereda.

## Programma
| Data            | Ora   | Turno  |
| --------------- | ----- | ------ |
| 8 febbraio 2023 | 18:32 | Finale |

## Risultati
| Class   | Nazione        | Tuffatori                                     | Punti  |
| ------- | -------------- | --------------------------------------------- | ------ |
| Oro     | Cina           | Lian Junjie Yang Hao                          | 470.76 |
| Argento | Gran Bretagna  | Tom Daley Noah Williams                       | 422.37 |
| Bronzo  | Ucraina        | Kirill Boliuch Oleksij Sereda                 | 406.47 |
| 4       | Messico        | Kevin Berlín Randal Willars                   | 390.87 |
| 5       | Canada         | Rylan Wiens Nathan Zsombor-Murray             | 388.20 |
| 6       | Australia      | Domonic Bedggood Cassiel Rousseau             | 384.15 |
| 7       | Germania       | Timo Barthel Jaden Eikermann                  | 373.71 |
| 8       | Corea del Nord | Im Yong-myong Ko Che-won                      | 372.96 |
| 9       | Malaysia       | Bertrand Rhodict Lises Enrique Harold         | 355.71 |
| 10      | Italia         | Andreas Sargent Larsen Eduard Timbretti Gugiu | 351.06 |
| 11      | Corea del Sud  | Kim Yeong-taek Shin Jung-whi                  | 344.70 |
| 12      | Polonia        | Filip Jachim Robert Łukaszewicz               | 338.82 |
| 13      | Spagna         | Carlos Camacho Max Liñán                      | 332.88 |
| 14      | Stati Uniti    | Joshua Hedberg Carson Tyler                   | 324.51 |
| 15      | Colombia       | Alejandro Solarte Sebastián Villa             | 324.27 |
| 16      | Giappone       | Reo Nishida Shuta Yamada                      | 319.98 |
| 17      | Austria        | Anton Knoll Dariush Lotfi                     | 310.38 |
| 18      | Indonesia      | Andriyan Adityo Restu Putra                   | 306.96 |
| 19      | Francia        | Gary Hunt Loïs Szymczak                       | 295.83 |
| 20      | Nuova Zelanda  | Arno Lee Luke Sipkes                          | 269.64 |
| 21      | Armenia        | Arman Enokyan Marat Grigoryan                 | 225.12 |
| 22      | Macao          | He Heung Wing Zhang Hoi                       | 202.20 |